# Юстина Будзинська-Тилицька
Юстина Будзінська-Тилічка (12 вересня 1867 року- 8 квітня 1936 року) — польська лікарка, феміністка та політична діячка, активна в міжвоєнну епоху. Праціювала в галузях гігієни, туберкульозу, жіночого здоров'я, освіти дівчат. Виступала за легалізацію абортів, відкрила першу в Польщі клініку контрацепції, заснувала Асоціацію польських лікарок. Брала участь у міжнародних феміністичних конвенціях та конгресах.

## Ранні роки
Юстина Будзінська народилась12 вересня 1867 року в Сувалки, яка в той час входила в склад Російської імперії, у родині Ядвіги та Альфонса Будзінських. Її батько був ветеринаром, брав участь у Січневому повстанні проти російської окупації Польщі, а згодом був депортований до Сибіру, де і помер.  Вимушена заробляти собі на життя з раннього дитинства, Будзінська відправлена до Варшави і відвідувала жіночий інтернат, закінчивши середню школу після закінчення навчання за сумісництвом.
Здобувши ступінь, Будзінська почала працювати гувернанткою в приватному маєтку в Україні і керувала секретною школою для навчання сільських дітей.
Заощаджуючи гроші, до 1892 року вона заробила достатньо для продовження навчання в Парижі і переїхала туди, щоб вступити до медичного училища.

## Діяльність
Як і інші студенти, брала участь у різноманітних соціальних програмах, включаючи відвідування лекцій, розповсюдження публікацій польського підпілля, допомогу польським емігрантам у Франції та приєднання до іноземної асоціації польських соціалістів. Вона недовго залишалася частиною соціалістичного руху офіційно, але більшу частину свого життя була прихильницею їхньої ідеології. Близько 1894 року одружилася зі Станіславом Тиліцьким, народила двох дітей — Станіслав і Ванду.
Закінчивши медичну освіту в 1898 році, Будзінська-Тиліцька відкрила медичну практику в селі Ебріпілл поблизу Мо. Її успіх дозволив їй придбати практику померлого лікаря та мати клієнтів протягом 7 років практики у Парижі.
У 1905 році вирішила повернутися з родиною до Польщі, але їм було заборонено жити де завгодно, крім Великого князівства Краківського, через їх колишні зв'язки із соціалістичним рухом. Будзінська-Тиліцька брала участь у різних асоціаціях, спрямованих на соціальне вдосконалення. Протягом двох років (бл. 1901) сім'я повернулася в Польщу, до Варшави, де вона знайшла роботу в лікарні Святого Духа.
Згодом працювала у міській раді Варшави і брала участь у соціальних заходах для покращення стану здоров'я та політичної участі жінок. Однією з таких ініціатив було відкриття першої в Польщі клініки контрацепції, а іншою — заснування Асоціації польських лікарок. Брала участь у міжнародних феміністичних конвенціях та конгресах.
Будзінська-Тиліцька брала активну участь у програмах гігієни та туберкульозу. Вона була однією з перших жінок-лікарок, яка працювала в галузі освіти дівчат. У період з 1910 по 1912 рік брала участь у гігієнічних заняттях у Попелівській — Рошковській жіночій гімназії. Окрім роботи в лікарні та приватної практики, Будзинська-Тиліцька писала памфлети про гігієну та педагогіку, здоров'я жінок та правовий захист жінок. Вона підтримувала рівність жінок і була членкинею Спілки рівних прав польських жінок.
У 1916 році Будзінська-Тиліцька допомогла створити польову лікарню, яка працювала з солдатами під час Першої світової війни і продовжила свою приватну практику, яка зосереджувалась переважно на захворюваннях дихальних шляхів. Вона втратила сина, який був офіцером під час конфлікту, втрату перенесла важко, оскільки її шлюб був не щасливим. Працювала віцепрезиденткою польської філії Міжнародного соціалістичного комітету жінок. В рамках своєї діяльності приєдналася до Міжнародної жіночої ліги за мир і свободу (WILPF), взяла участь у Міжнародному альянсі виборчого права жінок (IWSA) в Женеві, а через три роки, в 1923, взяла участь у Римській конференції IWSA.
У 1919 році Будзінська-Тиліцька вступила до Польського товариства соціальної медицини. З 1919 по 1934 рік вона була членкинею міської ради Варшави, спочатку представницею КПКП, а після 1922 року — представницею Польської соціалістичної партії. 
У 1925—1926 рр. заснувала Асоціацію польських лікарок (пол. Zrzeszenie Lekarek Polskich) і очолила її.  У 1927 році Будзінська-Тиліцька сприяла створенню курсів для підготовки медсестер для роботи в центрах по догляду за дітьми для підприємств та фабрик, того ж року очолила LEW. У період з 1929 по 1931 рік працювала в раді Медичної палати для сприяння захисту матері та боротьби з алкоголізмом та бідністю.  Вона виступала за легалізацію абортів і не схвалювала покарання жінок, які перервали вагітність.
25 жовтня 1931 р. Будзінська-Тиліцька відкрила перший у Польщі центр контрацепції та очолила заклад. Пізніше того ж року її заарештовано за участь у політичній демонстрації, але після подання апеляції звільнена. У 1935 р. брала участь у агітації за закриття в'язниці Береза Картуська, в якій знаходились політичні в'язні. Того ж року вона очолила Польську академію наук.
8 квітня 1936 року Будзінська-Тиліцька несподівано померла від мозкового крововиливу. Її праці щодо харчування та гігієни мали широкий вплив у Польщі, оскільки вона виступала за те, щоб здорове харчування з меншим вмістом м'яса та більшої кількості овочів покращило загальний стан здоров'я.